# Pierella lena
Pierella lena é uma borboleta neotropical da família Nymphalidae e subfamília Satyrinae, encontrada nas Guianas, Colômbia, Peru, Bolívia e região amazônica do Brasil, em habitat de floresta tropical. De acordo com Adrian Hoskins, todos os integrantes do gênero Pierella apresentam, vistos de cima, coloração amarronzada com finas marcações mais escuras em suas asas anteriores e com asas posteriores marcadas com ocelos ou manchas. Pierella lena apresenta, vista de cima, asas posteriores com manchas características em tonalidade de azul e um par de ocelos em seu canto superior. Existe uma espécie similar a P. lena, Pierella hyalinus; porém esta apresenta asas posteriores menos arredondadas, formando uma cauda angulosa de cada lado.

## Hábitos
Adrian Hoskins cita que as espécies do gênero Pierella se caracterizam por seu voo fugaz, se escondendo um pouco acima da superfície do solo na escuridão do sub-bosque da floresta; voando baixo, muitas vezes, em trilhas e evitando a luz do sol, geralmente aparecendo na aurora ou crepúsculo, mas também se escondendo profundamente na vegetação rasteira em outras horas do dia.

## Subespécies
Pierella lena possui três subespécies:
- Pierella lena lena - Descrita por Linnaeus em 1767, de exemplar proveniente do Suriname.[5][11]
- Pierella lena brasiliensis - Descrita por C. Felder & R. Felder em 1862, de exemplar proveniente do Peru.[5][12]
- Pierella lena salma - Descrita por Constantino em 2007, de exemplar proveniente da Colômbia.[6]